# Правая Юла
Правая Юла — река в России, протекает по Целинскому и Сальскому районам Ростовской области. Устье реки находится в 31 км по правому берегу реки Юлы. Длина реки — 25 км, площадь водосборного бассейна — 294 км².

## Данные водного реестра
По данным государственного водного реестра России относится к Донскому бассейновому округу, водохозяйственный участок реки — Маныч от Пролетарского гидроузла до Веселовского гидроузла, речной подбассейн реки — бассейн притоков Дона ниже впадения Северского Донца. Речной бассейн реки — Дон (российская часть бассейна).